# اوتار (کرگان‌رود)
اوتار ، روستایی از توابع بخش کرگان‌رود شهرستان طوالش در استان گیلان ایران است.

## جمعیت
این روستا در دهستان لیسار قرار دارد و براساس سرشماری مرکز آمار ایران در سال ۱۳۸۵، جمعیت آن ۷۸۱ نفر (۱۹۲خانوار) بوده‌است.جمعیت روستا اکثریت از ترکهای آذربایجانی تشکیل یافته است.وبه ترکی آذربایجانی شبیه لهجه آستارا صحبت می کنند.